# Lastomír
Lastomír este o comună slovacă, aflată în districtul Michalovce din regiunea Košice. Localitatea se află la altitudinea de 108 m deasupra n.m., se întinde pe o suprafață de 13,47 km2 și în 2017 număra 1.185 de locuitori.

## Istoric
Localitatea Lastomír este atestată documentar din 1288.

## Demografie
| An:                | 1994 | 2004   | 2014   | 2024   |
| ------------------ | ---- | ------ | ------ | ------ |
| Număr de persoane: | 1174 | 1159   | 1153   | 1243   |
| Diferență:         |      | −1,27% | −0,51% | +7,80% |

| An:                | 2023 | 2024   |
| ------------------ | ---- | ------ |
| Număr de persoane: | 1246 | 1243   |
| Diferență:         |      | −0,24% |